# Funker Vogt

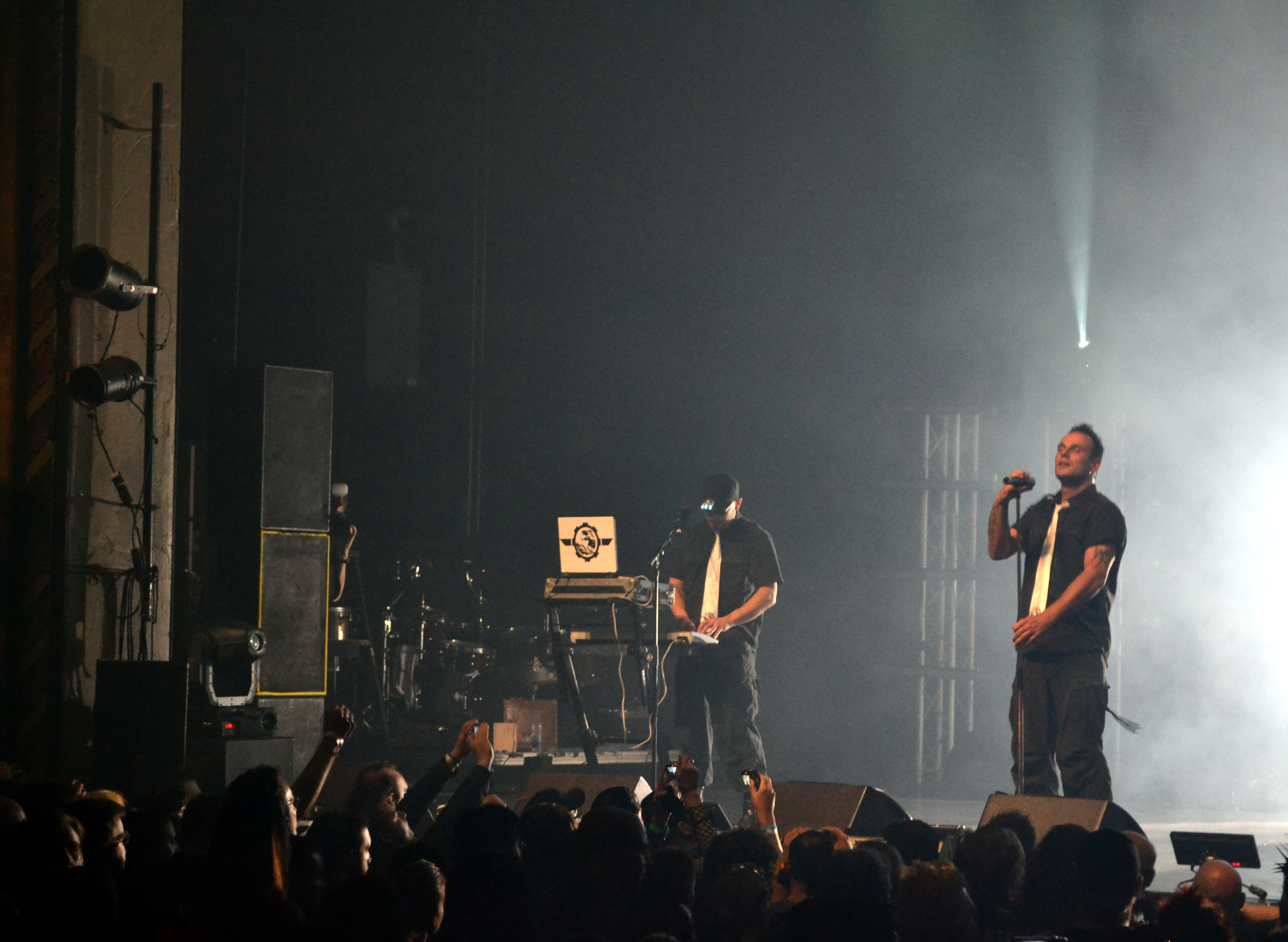
Funker Vogt (2011)

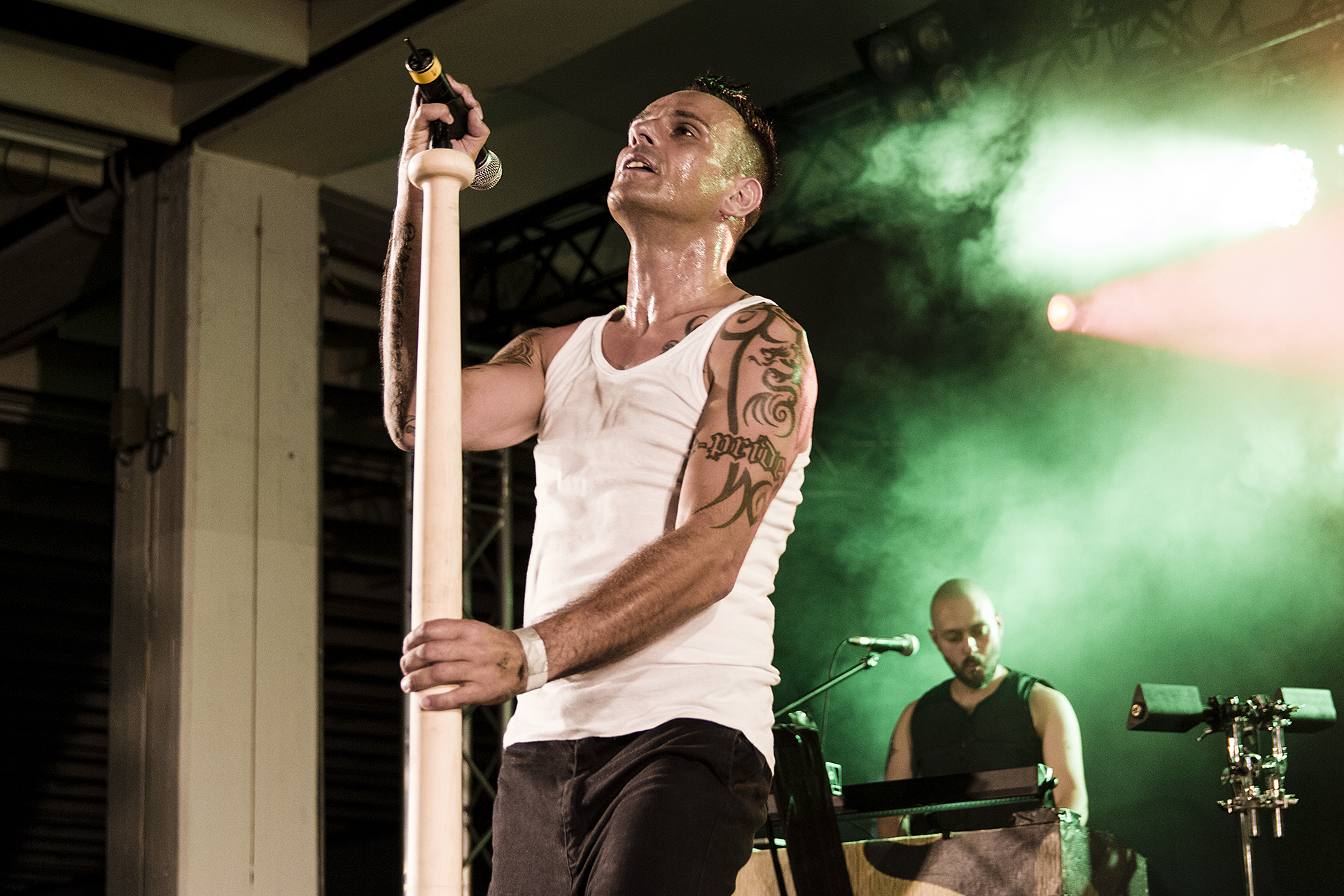
Funker Vogt auf dem Amphi Festival 2013 in Köln

Funker Vogt sind ein Musikprojekt aus Hameln im Elektro-Genre.

## Geschichte
Die Band wurde 1995 als Nebenprojekt von Ravenous gegründet. Der Name bezieht sich auf einen Freund der beiden Gründungsmitglieder Jens Kästel und Gerrit Thomas, der Funker bei der Bundeswehr war und mit Nachnamen Vogt hieß. Später kamen als Erweiterung der Live-Crew noch Thomas Kroll (Gitarre), der später durch Frank Schweigert ersetzt wurde, und Björn Böttcher (Keys) dazu. Unter anderem für die USA-Tournee 2008 ist aber aus zeitlichen Gründen auch wieder Thomas Kroll für Frank Schweigert im Live-Line-Up. Im Jahr 2012 trennten sich die Wege und Björn Böttcher verließ die Band. Thomas Kroll schied Anfang 2012 aus, seitdem ist René Dornbusch der neue Live-Keyboarder und -Drummer.
Am 20. November 2013 gab Jens Kästel bekannt, nach einem letzten Konzert Ende November die Band zu verlassen. Vor Veröffentlichung von neuem Material mit neuem Sänger hat Funker Vogt am 27. Juni 2014 die Survivor-Collector’s-Edition (3 CDs) herausgegeben. Die Collector’s Edition enthält vier seit mehreren Jahren nicht mehr erhältliche Alben und Maxi-CDs, dazu acht rare und unveröffentlichte Songs.
Nach Veröffentlichung der Single Sick Man, die somit den Namen des Pseudonyms des neuen Sängers trug, wurde bekannt, dass es sich bei dem neuen Sänger um Sacha Korn handelt, dem eine rechtsextreme Gesinnung nachgesagt wird. Aufgrund des Medienechos teilte die Band am 30. Dezember 2014 auf ihrer Facebook-Seite mit, dass die Band und der Sänger wieder getrennte Wege gehen.
Nach längerer Pause gab die Band im Dezember 2016 bekannt, dass Chris L. (Agonoize) sie ab sofort als Sänger unterstützt.
Gerrit Thomas rief das Nebenprojekt Fictional ins Leben. Als letztes Projekt wurde die Band Gecko Sector mit Stefan Winkel gegründet.

## Stil
Die Musik ist dem Elektro-Umfeld zuzuordnen. Inhaltlich werden aktuelle Themen wie Krieg oder Gewalt behandelt aber auch weitere gesellschaftsbezogene Themen. Anfangs wurden vorwiegend englische Texte benutzt, doch später auch deutsche. Die frühen Alben enthielten sehr brachiale elektronische Beats und eine mit viel Effekten versehene Stimme des Sängers Jens Kästel. Ab Navigator und besonders bei dem Album Survivor lässt sich ein klarer, unverzerrter Gesang erkennen. Auch wird zunehmend mit echten Gitarrenriffs gearbeitet.
Wie in der Musikrichtung üblich, werden neben etlichen Eigenkompositionen auch häufig Stücke anderer Bands neu abgemischt, z. B. von Leæther Strip, Front 242, Unzucht, Melotron, L’Âme Immortelle, Das Ich und Velvet Acid Christ. Umgekehrt sind die Funker-Vogt-Stücke auch bei anderen Gruppen dieses Genres beliebte Mix-Kandidaten.

## Diskografie

### Alben
- 1996: Thanks For Nothing
- 1997: We Came To Kill
- 1998: Execution Tracks
- 2000: Maschine Zeit
- 2000: T
- 2002: Survivor
- 2003: Revivor
- 2005: Navigator
- 2007: Aviator
- 2009: Warzone K17 (Live in Berlin)
- 2010: Blutzoll
- 2013: Companion In Crime
- 2014: Survivor / Collector’s Edition
- 2017: Code of Conduct
- 2018: Wastelands
- 2021: Element 115
- 2021: MC 5f¹⁴6d¹⁰7s²7p³
- 2024: Final Construct

### EPs
- 1997: Words of Power
- 1998: Killing Time Again
- 2001: Code 7477 (nur in den USA erschienen)
- 2017: Musik ist Krieg

### Singles
- 1997: Take Care
- 1998: Tragic Hero
- 2000: Gunman
- 2001: Subspace
- 2002: Date of Expiration
- 2003: Red Queen
- 2005: Fallen Hero
- 2006: Killing Ground
- 2007: Club Pilot
- 2010: Arising Hero
- 2012: Hard Way
- 2014: Sick Man
- 2017: Der letzte Tanz
- 2018: Feel the Pain
- 2018: Ikarus
- 2020: Conspiracy

### Zusammenstellungen
- 2004: Always and Forever – Volume 1
- 2006: Always and Forever – Volume 2